# Глебовский переулок
Гле́бовский переу́лок (до 7 июня 1922 года — Черки́зовский переу́лок) — переулок в Восточном административном округе города Москвы на территории района Богородское.

## История
Переулок получил современное название по примыканию к Глебовской улице, в свою очередь названной по расположению вблизи Глебовской плотины. До 7 июня 1922 года назывался Черки́зовский переу́лок.

## Расположение
Глебовский переулок проходит от Глебовской улицы на юго-восток до Бойцовой улицы, с северо-востока к нему примыкает Детская улица. По Глебовскому переулку не числится домовладений.

## Транспорт

### Наземный транспорт
По Глебовскому переулку не проходят маршруты наземного общественного транспорта. У юго-восточного конца переулка, на Бойцовой улице, расположена остановка «Детская улица» автобусов № 86, 265.

### Метро
- Станция метро «Бульвар Рокоссовского» Сокольнической линии — восточнее улицы, на Ивантеевской улице.